# Steelville
Steelville è un comune degli Stati Uniti d'America, situato nello Stato del Missouri, nella contea di Crawford, della quale è il capoluogo.